# Tuntange
Tuntange är en kommun och en liten stad i centrala Luxemburg.   Den ligger i kantonen Mersch och distriktet Luxemburg, i den centrala delen av landet, 15 kilometer nordväst om huvudstaden Luxemburg. Antalet invånare är 1 534. Arean är 18,7 kvadratkilometer.
Terrängen i Tuntange är platt.

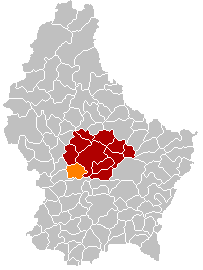
Tuntange markerad med orange i karta över Luxemburg

Trakten runt Tuntange består till största delen av jordbruksmark. Runt Tuntange är det tätbefolkat, med 550 invånare per kvadratkilometer.